# Syzeuctus caper
Syzeuctus caper är en stekelart som först beskrevs av André Seyrig 1927.  Syzeuctus caper ingår i släktet Syzeuctus och familjen brokparasitsteklar. Inga underarter finns listade i Catalogue of Life.